# Aleksandr Toczilin
Aleksandr Wasiljewicz Toczilin (ros. Александр Васильевич Точилин; ur. 27 kwietnia 1974 w Moskwie) – rosyjski piłkarz (obrońca) i trener piłkarski.
Zawodnik moskiewskich klubów Asmarał i Dinamo.
W reprezentacji Rosji rozegrał jedno spotkanie w 2003 roku.
W 2015 roku został trenerem Dinama Petersburg grającego wówczas w Drugiej Dywizji (3. liga).